# ورتا (وستفالن)
شهر ورتا (به آلمانی: Werther) در ایالت نوردراین-وستفالن در کشور آلمان واقع شده‌است.